# Doña Juana
Doña Juana, auch bekannt unter Donna Juana, ist ein deutscher Stummfilm aus dem Jahre 1927 von Paul Czinner mit Elisabeth Bergner in der Titelrolle.

## Handlung
Die junge Juana wird von ihrem Vater, einem Landedelmann, als Junge und fechtender Wildfang erzogen, im Glauben, sie nicht standesgemäß verheiraten zu können. Als Juana sich in den jungen Adeligen Ramón verliebt, plant Juanas Vater, sie kurzerhand in ein Kloster zu schicken. Auch der junge Mann hat große Schwierigkeiten zu überwinden, sieht dessen Vater Juana wahrlich nicht als „gute Partie“ an und möchte ihn lieber mit einem reichen Mädchen aus bestem Hause verheiratet wissen.
Dafür eigne sich, so sein Vater, die Tochter eines betuchten Freundes. Juana fühlt sich von allen verraten, und so reist sie ihrem Ramón zum geplanten Stelldichein mit seiner Gattin in spe voraus. Unter seinem Namen nimmt Donna Juana die für Ramón bestimmte Heiratskandidatin unter Augenschein. Schließlich aber können die beiden Liebenden sich nach allerlei burlesken Verwicklungen durchsetzen und sogar den Widerstand ihrer beiden Väter brechen. Ein Happy End mit Hochzeit besiegelt Juanas und Ramóns Glück.

## Produktionsnotizen
Doña Juana entstand von Juli bis Oktober 1927 in Sevilla und Granada, beides Spanien. Der zehnaktige Film mit einer Länge von 3081 Metern erlebte seine Welturaufführung im Rahmen einer Sondervorführung im Wiener Elite-Kino 22. Dezember 1927. Andere kursierende Uraufführungsdaten, 12. Januar 1928 (Wien) bzw. 24. Januar 1928 (Berlin), sind nicht zutreffend.
Erich Kettelhut entwarf die Bauten, die Leo Pasetti ausführte. Letztgenannter war zusammen mit Edith Glück auch für die Kostüme zuständig.

## Kritiken
„Denn in diesem Film, welcher der Bergner die Gelegenheit gibt, ihre ganz große Kunst zu entfalten, gelingt es ihr tatsächlich alle Register der dramatischen Darstellung, von der Schelmerei bis zur Melancholie und dem tiefen Herzeleid, in gleich vorbildlicherweise zu spielen. Sie findet die Gelegenheit hierzu durch das sauber gearbeitete Drehbuch, welches Béla Balász verfaßt hat, und das sich durch eine logisch aufgebaute, Unwahrscheinlichkeiten strenge vermeidende und klare Handlung auszeichnet. Eine geschickte und auf stimmungsvolle Detailmalerei abgestimmte Regie, ebenso die weiche, malerische Photographie, die speziell die landschaftlichen Schönheiten Spaniens, in welchem Lande der Film spielt, glücklich hervorkehrt, und der wirklich prachtvolle Bilder bringt, tun ein übriges, um den ganzen Film Donna Juana zu einem Meisterwerk zu gestalten.“

Wiens Neue Freie Presse berichtete am in ihrer Ausgabe vom 15. Januar 1928: „In der Hauptrolle Elisabeth Bergner heißt hier, daß man das ganze Kaleidoskop des Könnens dieser erstaunlichen Künstlerin zu bewundern Gelegenheit erhält. Man braucht die Bergner nicht zu überschätzen, um dennoch festzustellen, dass man nicht müde wird, sich in diesem Film ihrer wie eines blitzenden Brillanten zu erfreuen, der langsam im Lichte gedreht wird, um alle Fassetten einzeln aufleuchten zu lassen. (…) Auch die übrigen Darsteller sind ausgezeichnet.“